# Doña Diabla (pel·lícula)
Doña Diabla és una pel·lícula dramàtica mexicana de 1950, dirigida per Tito Davison i protagonitzada per María Félix. Està basada en una obra homònima escrita per Luis Fernández Ardavín. Formà part de la selecció oficial al 4t Festival Internacional de Cinema de Canes.

## Sinopsi
La bellesa d'Ángela (María Félix) provoca que diversos homes s'obsessionin amb ella. Divorciada d'Esteban (Crox Alvarado), un cínic oportunista, sense escrúpols que només pretenia usar-la. Arran del desengany, Ángela decideix tornar-se dura i consagrar la seva vida a venjar-se dels homes. D'aquesta manera adquireix el malnom de "Donya Diabla".
La seva filla Angélica (Perla Aguiar) ignora la vida que porta la seva mare. La jove s'enamora d'un malfactor anomenat Adrián (Víctor Junco), qui li revela que la seva mare és "Donya Diabla". Angélica s'escapa amb ell. Per salvar a la seva filla de la influència d'Adrián, Ángela el mata i es lliura a la Justícia.

## Repartiment
- María Félix	....	Ángela "Doña Diabla"
- Víctor Junco	....	Adrián Villanueva
- Crox Alvarado	....	Esteban de la Guardia
- José María Linares Rivas	....	llicenciat Octavio Sotelo Vargas
- Perla Aguiar	....	Angélica
- Dalia Íñiguez	....	Gertrudis
- Luis Beristáin	....	cura
- José Baviera	....	Solar Fuentes
- Beatriz Ramos	....	Carmela
- Isabel del Puerto	....	Clara Valdepeña
- Diego Garaya.... Don Fernando Villanueva
- Gloria Mange	....	Gloria, cigarrera
- Rebeca Iturbide	....	modelo
- Pastora Soler	....	gitana cantaora y adivina
- Ramón Gay	....	invitado en la fiesta
- Turanda	....	bailarina
- Irma Dorantes	....	extra

## Premis i reconeixements
Premi Ariel (1951)
| Categoria                   | Persona                   | Resultat   |
| --------------------------- | ------------------------- | ---------- |
| Millor Pel·lícula           | Millor Pel·lícula         | Nominada   |
| Millor Actriu               | María Félix               | Guanyadora |
| Millor Coactuació Masculina | José María Linares Rivas  | Nominat    |
| Millor Guió Adaptat         | Edmundo Báez Tito Davison | Nominats   |
| Millor Edició               | Rafael Ceballos           | Nominat    |
| Millor So                   | Rodolfo Benítez           | Nominat    |

## Recepció
La pel·lícula ocupa el lloc 73 dins de la llista de les 100 millors pel·lícules del cinema mexicà, segons l'opinió de 25 crítics i especialistes del cinema a Mèxic, publicada per la revista Somos en juliol de 1994.